# Teina Pora
Teina Pora es un neozelandés que fue condenado a prisión por el asesinato de Susan Burdett, cuando tenía 17 años. Desde entonces ha estado en prisión (1994) paremoremo por el crimen.
En 1992, a los 39 años de edad la señora Burdett fue violada y asesinada en su casa en Papatoetoe. Ella fue golpeada repetidamente en la cabeza con un bate de softball. Alrededor de un año más tarde, Teina Pora que era Mestizo Mob en su momento, fue detenido por otros cargos y confesó. Posteriormente fue declarado culpable de violación y asesinato en 1994. Pora apeló su condena, pero en el año 2000, fue declarado culpable por su delito por segunda vez. Teina está a la espera de su apelación a ser oído por el Consejo Privado.

## Historia Temprana
Teina Pora creció en Otara. Su padre nunca estaba y su madre adolescente murió de cáncer cuando él tenía solo cuatro años de edad. Después de la muerte de su madre, Pora vivió con sus abuelos y otros miembros de la familia. Cuando era adolescente pasó un tiempo en los hogares de los muchachos, pero a menudo se escapaba. Su hermano dijo en un programa de Licenciatura de TV3 que en el momento en que era un adolescente, Pora ya estaba haciendo "un montón de delitos", pero que "nunca fue una persona violenta ".

## Historial
Pora y algunos amigos estaban caminando por un parque en Manukau unos pocos días después del asesinato, cuando se encontraron con un viejo bate de softbol en un desagüe. No era el arma utilizada en el asesinato Burdett ya que esto fue encontrado junto a su cuerpo en la escena del crimen.  Sin darse cuenta de esto, cuando la tía de Pora se enteró del bate en el desagüe, sugirió a la policía que Pora pudo haber cometido el asesinato. La policía respondió a través de entrevistas, Pora en abril de 1992 y de nuevo en mayo de 1992. En ambas ocasiones, él negó cualquier implicación y siempre dio muestras de pelo y de ADN a la policía, que lo excluyen como sospechoso. Sin embargo, su tía continuó presentando la opinión de que Pora estaba involucrado, pero la policía llegó a la conclusión de su información no era fiable. Posteriormente Pora fue detenido y juzgado, según documentos judiciales la policía le pagó 5000$ a la tía para declarar en el primer juicio de Pora.

## El Arresto
Casi un año más tarde, fue detenido debido a órdenes no relacionadas y puesto bajo custodia. Cuando un oficial de la policía tenía una " conversación general " con Pora, éste " le habló de los problemas de su vida, dijo el oficial que quería ir directamente, que se sentía no deseado por su familia y que él sabía que estaba siendo buscado por el Mestizo Mob y la policía". Estuvo recluido durante cuatro días en los cuales fue interrogado sobre el caso Burdett durante 14 horas sin un abogado.
Durante el transcurso de esta entrevista, Pora hizo una serie de declaraciones, muchas de las cuales fueron grabadas en video. Inicialmente, él afirmó que condujo a dos miembros Mestizo Mob a la casa y actuó como vigía. Más tarde se dijo que fue a la casa después de " oír ruidos y ver los crímenes que se llevan a cabo". Luego, él dijo que llevó a Burdett debajo de sus brazos mientras los otros la violaban.

## Juicio y Apelaciones
Pora apeló su condena, y en 2000, después de que el Tribunal de Apelaciones ordenó un nuevo juicio, fue declarado culpable por su delito por segunda vez. Pora se ha aplicado desde la prerrogativa real de la Misericordia, en virtud de la cual el Gobernador General puede ordenar un nuevo juicio. En mayo de 2013, se dijo que su equipo legal estaba preparando una apelación ante el Consejo Privado de tener sus convicciones anuladas. Esto pondría a la solicitud de la prerrogativa real de la Misericordia en espera.
El intento de Pora de obtener la libertad condicional fue rechazada en octubre de 2013 después de que admitió visitar a una prostituta con un ex recluso durante la licencia. Él será elegible para libertad condicional de nuevo en abril de 2014.
El 31 de enero de 2014, el Comité Judicial anunció que Pora se había concedido permiso para llevar su caso ante el Consejo Privado en Londres a finales de 2014. Sin embargo todavía no se sabe si el recurso seguirá adelante debido a que la aplicación de Pora de asistencia jurídica gratuita está todavía pendiente.

## La preocupación por la condena
Dos agentes de policía han expresado su preocupación de que Pora ha sido injustamente condenado - entre ellos el exsargento detective Ian McCormack cuyo testimonio ayudó a condenar a Malcolm Rewa de numerosas violaciones. Henwood cree Rewa violó y asesinó a la señora Burdett y actuó solo sobre la base de su conocimiento detallado de la firma penal de Rewa. En 2012 un segundo alto oficial, quien también trabajó en el caso, escribió en el comisionado de Policía Peter Marshall en donde expresó su preocupación de que el hombre equivocado había sido condenado. En 2013, la Asociación de Policía llama oficialmente la revisión de la condena de Pora, citando "la preocupación suficiente entre algunos detectives de alto rango como para justificar una investigación".
El profesor Laurence Alison, presidente de la psicología forense en la Universidad de Liverpool, llegó a la conclusión de que es " altamente improbable" de que Malcolm Rewa habría funcionado como cualquier coautor, y mucho menos con Pora. El hermano de Susan, Jim Burdett, también cree que Rewa fue quien violó y mató a su hermana. Él cree que Susan se puso de pie por sí misma, que Rewa tomó el bate de softball que guardaba para su propia defensa  "realizó los golpes que luego la matarían".
Gisli Gudjonsson, profesor de psicología forense en el Instituto de Psiquiatría de la Universidad de King, de Londres, pidió revisar las nueve horas de entrevistas grabadas en vídeo y habló con Pora en la cárcel. Gudjonsson es una autoridad reconocida sobre cómo las personas pueden ser inducidas a hacer "confesiones " falsas, dijo que la confesión de Pora fue el resultado de un deterioro intelectual y su deseo por reclamar los $ 20.000 de recompensa – Pora; dijo que había una " indemnización en caso de persecución por no ser el principal delincuente". Gudjonsson cree que las convicciones "son fundamentalmente defectuosas y peligrosas".
Según el reportero Dominion Post, Phil Kitchen, que ha escrito mucho sobre el caso, Pora" no pudo haber encontrado la calle donde vivía Burdett, no podía señalar su casa cuando la policía lo paró frente a ella, describió a Burdett como justo y gorda cuando ella era oscura y delgada , no sabía que la cama (de la víctima) era una cama de agua... no podía describir la distribución de la casa... no sabía la posición en que su cuerpo fue dejado, (y) dijo gritó y gritó cuando su vecino más cercano solamente oyó una serie de ruidos sordos. Y a los que reclamó que la habían violado fueron descartados por el ADN.
El Partido Maorí ha respaldado una investigación en el caso. Un documental sobre el caso titulado Las Confesiones de Preso T fue transmitido en la televisión maorí, el 5 de mayo de 2013. Se presentó el abogado defensor, Marie Dyhrberg, quien dijo que de todos los criminales con los que ella nunca ha estado involucrada, que creía en la inocencia de Pora más que cualquier otro. En respuesta al documental, el Partido Verde también pidió una revisión. El portavoz del Partido Verde David Clendon ha escrito al Comisionado de Policía Peter Marshall para pedirle que reabra el caso. Dijo que "una falta grave por la policía era poco común en Nueva Zelanda", pero que "era importante mantener la fe del público en el sistema judicial mediante la celebración de una opinión".